# 不起眼女主角培育法 (動畫)
《不起眼女主角培育法》是丸戶史明撰寫的同名輕小說改編電視動畫，於2015年1月至3月在富士電視台的《noitaminA》時段播放。
同年5月3日宣布製作第2季《不起眼女主角培育法♭》，於2017年4月至6月在富士電視台的《noitaminA》時段播放。

## 登場人物
- 安藝倫也（聲：松岡禎丞）
- 加藤惠（聲：安野希世乃）
- 澤村·史賓瑟·英梨梨（聲：大西沙織）
- 霞之丘詩羽（聲：茅野愛衣）
- 波島出海（聲：赤崎千夏）
- 冰堂美智留（聲：矢作紗友里）
- 波島伊織（聲：柿原徹也）

## 製作人員
|                      | 第1季                             | 第2季                             |
| -------------------- | --------------------------------- | --------------------------------- |
| 原作、劇本統籌、劇本 | 丸戶史明（Fantasia文庫/KADOKAWA） | 丸戶史明（Fantasia文庫/KADOKAWA） |
| 人物原案             | 深崎暮人                          | 深崎暮人                          |
| 監督                 | 龜井幹太                          | 龜井幹太                          |
| 副監督               | 不適用                            | 川越崇弘                          |
| 人物設定             | 高瀨智章                          | 高瀨智章                          |
| 美術監督             | 日下部夏月                        | 吾田愛美                          |
| 美術設定             | 綱頭瑛子                          | 成田偉保                          |
| 色彩設計             |                                   |                                   |
| 攝影監督             | 戶澤雄一朗                        | 戶澤雄一朗                        |
| 攝影監督             | 不適用                            | 山本彌芳                          |
| 3DCG                 | 日下大輔                          | 工藤菜央                          |
| 編輯                 | 齋藤朱里                          | 齋藤朱里                          |
| 音響監督             | 藤田亞紀子                        | 藤田亞紀子                        |
| 音樂                 | 百石元                            | 百石元                            |
| 音樂製作人           | 佐野弘明                          | 佐野弘明                          |
| 音樂製作人           | 千葉悅子                          | 舩橋宗寬                          |
| 總製片人             | 岩上敦宏、松崎容子                | 三宅將典、柏田真一郎、森彬俊      |
| 製片人               | 柏田真一郎、森彬俊、萩原猛        | 神宮司學、森井巧                  |
| 動畫製作人           | 清水曉                            | 辻俊一                            |
| 動畫製作             | A-1 Pictures                      | A-1 Pictures                      |
| 製作                 | 不起眼製作委員會                  | 不起眼♭製作委員會                 |

## 主題曲

### 第1季
片頭曲君色シグナル
作詞：春奈露娜、增谷賢，作曲、編曲：增谷賢，主唱：春奈露娜
片尾曲
作詞、作曲：澤井美空，編曲：TATOO，主唱：澤井美空
插入曲
M♭（第3話）
作詞：稻葉江美，作曲：奥井康介，編曲：奈良悠樹，主唱：加藤惠（安野希世乃）
Blooming Lily（第9話）
作詞：稻葉江美，作曲、編曲：奥井康介，主唱：澤村·史賓瑟·英梨梨（大西沙織）
空色デイズ（第12話）
作詞：meg rock，作曲：齋藤真也，編曲：小森茂生，主唱：冰堂美智留（矢作紗友里）
Cherish you（第12話）
作詞：稻葉江美，作曲：藤末樹，編曲：小森茂生，主唱：冰堂美智留（矢作紗友里）

### 第2季
片頭曲ステラブリーズ
作詞、主唱：春奈露娜，作曲：杉坂天汰、，編曲：
片尾曲
（第0話）
作詞：，作曲、編曲：奥井康介，主唱：波島出海（赤崎千夏）
（第1話—第10話）
作詞：妄想Calibration、澤井美空，作曲：本田正樹，主唱：妄想Calibration
（第11話）
作詞：妄想Calibration、澤井美空，作曲：澤井美空，主唱：妄想Calibration
插入曲
ETERNAL♭（第8話）
作詞：稻葉江美，作曲：大畑拓哉，編曲：yamazo，主唱：加藤惠（安野希世乃）
DOUBLE RAINBOW DREAMS（第11話）
作詞：稻葉惠美，作曲：高尾奏之介，編曲：eba、高尾奏之介，主唱：澤村·史賓瑟·英梨梨（大西沙織）、霞之丘詩羽（茅野愛衣）
GLISTENING♭（第11話）
作詞：稻葉惠美，作曲：奧井康介，編曲：奈良悠樹，主唱：加藤惠（安野希世乃）

## 各話列表
| 話數  | 日文標題 | 中文標題                 | 分鏡            | 演出       | 作畫監督                                                   | 改編原作小說             |       |
| 第1季 | 第1季    | 第1季                    | 第1季           | 第1季      | 第1季                                                      | 第1季                    | 第1季 |
| ----- | -------- | ------------------------ | --------------- | ---------- | ---------------------------------------------------------- | ------------------------ | ----- |
| #0    |          | 愛與青春的殺必死回       | 龜井幹太        | 龜井幹太   | 高瀨智章                                                   | 原創                     |       |
| #1    |          | 錯誤百出的序曲           | 龜井幹太        | 小川優樹   | 奧田佳子                                                   | 第1卷                    |       |
| #2    |          | 立不起旗子的她           | 神戶守 龜井幹太 | 柴田彰久   | 梅津茜、瀨川真矢 荒川繪里花、廣尾佳奈子 長尾祐希子         | 第1卷                    |       |
| #3    |          | 高潮部分要重拍           | 山崎雄大        | 高橋英俊   | 長坂慶太                                                   | 第2卷                    |       |
| #4    |          | 預算、期限與新展開       | 福田道生        | 橫田一平   | 明珍宇作、中西和也                                         | 第2卷                    |       |
| #5    |          | 錯過的約會事件           | 神戶守          | 岩月甚     | 栗原優                                                     | 第2卷                    |       |
| #6    |          | 兩人獨處夜晚的選項       | 龜井幹太        | 川越崇弘   | 吉井弘幸                                                   | 第3卷                    |       |
| #7    |          | 是敵是友還是新角色       | 小寺勝之        | 德本善信   | 清水博幸                                                   | 第3卷                    |       |
| #8    |          | 虛情假意心理陰影回憶模式 | 誌村宏明        | 曾我準     | 仁井學、荒川繪里花 梅津茜                                  | 第3卷                    |       |
| #9    |          | 睽違八年的個別路線       | 小寺勝之        | 小川優樹   | 田村美、長坂慶太                                           | 第3卷                    |       |
| #10   |          | 回憶與補救的旋律         | 室井富美江      | 高島大輔   | 中西和也、野田康行                                         | 第4卷                    |       |
| #11   |          | 伏線回收準備完成         | 福田道生        | 川越崇弘   | 吉井弘幸                                                   | 第4卷                    |       |
| #12   |          | 混亂與激動的日常結局     | 龜井幹太        | 龜井幹太   | 田村美、長坂慶太 荒川繪里花、仁井學 梅津茜、永江彰浩       | 第4卷                    |       |
| 第2季 |          |                          |                 |            |                                                            |                          |       |
| #00   |          | 戀愛與純情的殺必死回     | 龜井幹太        | 深瀨重     | 藤卷裕一、松原榮介                                         | 原創                     |       |
| #01   |          | 路人龍虎的相遇方式       | 龜井幹太        | 柴田彰久   | 石田一將                                                   | GS                       |       |
| #02   |          | 認真的真正分岐點         | 龜井幹太        | 橋本能理子 | 松原榮介、清水祐實 橘由美子、福地友樹 水谷雄一郎、中島裕里 | 第5卷                    |       |
| #03   |          | 初稿與二稿與大長考       | 龜井幹太        | 川越崇弘   | 嵩本樹                                                     | 第5卷                    |       |
| #04   |          | 三日兩夜的新路線         | 龜井幹太        | 丸山裕介   | 福田裕樹                                                   | 第5卷                    |       |
| #05   |          | 截稿在先，還是覺醒在先   | 龜井幹太        | 大橋一輝   | 池原百合子、齊藤和也                                       | 第6卷                    |       |
| #06   |          | 埋在雪下的完工           | 龜井幹太        | 大西秀明   | 松原榮介                                                   | 第6卷                    |       |
| #07   |          | 復仇味滿滿的新企劃       | 龜井幹太        | 板庇迪     | 中島裕里、水谷雄一郎                                       | 第7卷 + GS + 第8卷(部分) |       |
| #08   |          | 沒有折斷flag的她         | 龜井幹太        | 柴田彰久   | 石田一將                                                   | 第7卷 + GS + 第8卷(部分) |       |
| #09   |          | 畢業典禮與超展開         | 龜井幹太        | 深瀨重     | 細田沙織、池原百合子 吉岡勝、中山和子                      | 第7卷 + GS + 第8卷(部分) |       |
| #10   |          | 然後龍虎向神發起挑戰     | 龜井幹太        | 大橋一輝   | ini、吉田優子 石田一將                                     | 第7卷 + GS + 第8卷(部分) |       |
| #11   |          | 再起與新規的遊戲開始     | 龜井幹太        | 龜井幹太   | 中野裕紀、水谷雄一郎 富永詠一、福田裕樹                    | 第7卷 + GS + 第8卷(部分) |       |

## BD / DVD
| 卷數  | 收入話數       | 發售日期       | 規格編號          | 規格編號          |       |
| 卷數  | 收入話數       | 發售日期       | BD                | DVD               |       |
| 第1季 | 第1季          | 第1季          | 第1季             | 第1季             | 第1季 |
| ----- | -------------- | -------------- | ----------------- | ----------------- | ----- |
| 1     | 第0話          | 2015年3月4日   | ANZX-11481～11482 | ANZB-11481～11482 |       |
| 2     | 第1話、第2話   | 2015年4月1日   | ANZX-11483～11484 | ANZB-11483～11484 |       |
| 3     | 第3話、第4話   | 2015年5月13日  | ANZX-11485～11486 | ANZB-11485～11486 |       |
| 4     | 第5話、第6話   | 2015年6月3日   | ANZX-11487～11488 | ANZB-11487～11488 |       |
| 5     | 第7話、第8話   | 2015年7月1日   | ANZX-11489～11490 | ANZB-11489～11490 |       |
| 6     | 第9話、第10話  | 2015年8月5日   | ANZX-11491～11492 | ANZB-11491～11492 |       |
| 7     | 第11話、第12話 | 2015年9月2日   | ANZX-11493～11494 | ANZB-11493～11494 |       |
| 第2季 |                |                |                   |                   |       |
| 1     | 第0話、第1話   | 2017年7月26日  | ANZX-13381～13382 | ANZB-13381～13382 |       |
| 2     | 第2話、第3話   | 2017年8月23日  | ANZX-13383～13384 | ANZB-13383～13384 |       |
| 3     | 第4話、第5話   | 2017年9月27日  | ANZX-13385～13386 | ANZB-13385～13386 |       |
| 4     | 第6話、第7話   | 2017年10月25日 | ANZX-13387～13388 | ANZB-13387～13388 |       |
| 5     | 第8話、第9話   | 2017年11月22日 | ANZX-13389～13390 | ANZB-13389～13390 |       |
| 6     | 第10話、第11話 | 2018年1月31日  | ANZX-13391～13392 | ANZB-13391～13392 |       |

## 播放電視台
日本深夜動畫：下文記載的日本国内播放時間使用日本標準時間（UTC+9）表示。因為部分時間标识會採用30小时制，因此請留意这类超过24:00的时间，其實際播放時間為翌日清晨。
| 播放地區       | 播放電視台     | 播放日期               | 播放時間（UTC+9）         | 所屬聯播網 | 備註  |
| 第1季          | 第1季          | 第1季                  | 第1季                     | 第1季      | 第1季 |
| -------------- | -------------- | ---------------------- | ------------------------- | ---------- | ----- |
| 關東廣域圈     | 富士電視台     | 2015年1月8日－3月26日  | 星期四 24時50分－25時20分 | 富士電視網 |       |
| 岩手縣         | 岩手可愛電視台 | 2015年1月8日－3月26日  | 星期四 24時50分－25時20分 | 富士電視網 |       |
| 山形縣         | 櫻桃電視台     | 2015年1月8日－3月26日  | 星期四 24時50分－25時20分 | 富士電視網 |       |
| 愛媛縣         | 愛媛電視台     | 2015年1月8日－3月26日  | 星期四 25時10分－25時40分 | 富士電視網 |       |
| 靜岡縣         | 靜岡電視台     | 2015年1月8日－3月26日  | 星期四 25時20分－25時50分 | 富士電視網 |       |
| 秋田縣         | 秋田電視台     | 2015年1月8日－3月26日  | 星期四 25時30分－26時00分 |            |       |
| 福島縣         | 福島電視台     | 2015年1月8日－3月26日  | 星期四 25時35分－26時05分 |            |       |
| 新潟縣         | 新潟綜合電視台 | 2015年1月8日－3月26日  | 星期四 25時40分－26時10分 |            |       |
| 熊本縣         | 熊本電視台     | 2015年1月8日－3月26日  | 星期四 25時45分－26時15分 |            |       |
| 廣島縣         | 新廣島電視台   | 2015年1月8日－3月26日  | 星期四 26時00分－26時30分 |            |       |
| 宮城縣         | 仙台放送       | 2015年1月8日－3月26日  | 星期四 26時00分－26時30分 |            |       |
| 福岡縣         | 西日本電視台   | 2015年1月8日－3月26日  | 星期四 26時05分－26時35分 |            |       |
| 中京廣域圏     | 東海電視台     | 2015年1月8日－3月26日  | 星期四 26時05分－26時35分 |            |       |
| 鹿兒島縣       | 鹿兒島電視台   | 2015年1月8日－3月26日  | 星期四 26時10分－26時40分 |            |       |
| 近畿廣域圏     | 關西電視台     | 2015年1月8日－3月26日  | 星期四 26時58分－27時28分 |            |       |
| 佐賀縣         | 佐賀電視台     | 2015年1月9日－3月27日  | 星期五 24時50分－25時20分 |            |       |
| 長野縣         | 長野放送       | 2015年1月20日－4月7日  | 星期二 25時45分－26時15分 |            |       |
| 岡山縣・香川縣 | 岡山電視台     | 2015年1月20日－4月7日  | 星期二 25時50分－26時20分 |            |       |
| 日本全國       | BS11           | 2017年1月6日－3月24日  | 星期五 24時00分－24時30分 |            |       |
| 第2季          |                |                        |                           |            |       |
| 關東廣域圈     | 富士電視台     | 2017年4月13日－6月22日 | 星期四 24時55分－25時25分 | 富士電視網 |       |
| 岩手縣         | 岩手可愛電視台 | 2017年4月13日－6月22日 | 星期四 24時55分－25時25分 | 富士電視網 |       |
| 山形縣         | 櫻桃電視台     | 2017年4月13日－6月22日 | 星期四 24時55分－25時25分 | 富士電視網 |       |
| 秋田縣         | 秋田電視台     | 2017年4月13日－6月22日 | 星期四 25時20分－25時50分 | 富士電視網 |       |
| 愛媛縣         | 愛媛電視台     | 2017年4月13日－6月22日 | 星期四 25時30分－26時00分 | 富士電視網 |       |
| 靜岡縣         | 靜岡電視台     | 2017年4月13日－6月22日 | 星期四 25時35分－26時05分 |            |       |
| 福岡縣         | 西日本電視台   | 2017年4月13日－6月22日 | 星期四 25時35分－26時05分 |            |       |
| 新潟縣         | 新潟綜合電視台 | 2017年4月13日－6月22日 | 星期四 25時45分－26時15分 |            |       |
| 熊本縣         | 熊本電視台     | 2017年4月13日－6月22日 | 星期四 25時45分－26時15分 |            |       |
| 近畿廣域圏     | 關西電視台     | 2017年4月13日－6月22日 | 星期四 25時55分－26時25分 |            |       |
| 福島縣         | 福島電視台     | 2017年4月13日－6月22日 | 星期四 25時55分－26時25分 |            |       |
| 廣島縣         | 新廣島電視台   | 2017年4月13日－6月22日 | 星期四 26時00分－26時30分 |            |       |
| 鹿兒島縣       | 鹿兒島電視台   | 2017年4月13日－6月22日 | 星期四 26時05分－26時35分 |            |       |
| 宮城縣         | 仙台放送       | 2017年4月13日－6月22日 | 星期四 26時10分－26時40分 |            |       |
| 中京廣域圏     | 東海電視台     | 2017年4月13日－6月22日 | 星期四 26時15分－26時45分 |            |       |
| 佐賀縣         | 佐賀電視台     | 2017年4月14日－6月23日 | 星期五 24時55分－25時25分 |            |       |
| 北海道         | 北海道文化放送 | 2017年4月16日－6月25日 | 星期日 26時05分－26時35分 |            |       |
| 長野縣         | 長野放送       | 2017年4月18日－6月27日 | 星期二 25時55分－26時25分 |            |       |
| 鳥取縣・島根縣 | 山陰中央電視台 | 2017年5月29日－8月7日  | 星期一 25時25分－25時55分 |            |       |

| 富士電視台 noitaminA 星期四 24:50－25:20 節目 | 富士電視台 noitaminA 星期四 24:50－25:20 節目       | 富士電視台 noitaminA 星期四 24:50－25:20 節目 |
| --------------------------------------------- | --------------------------------------------------- | --------------------------------------------- |
|                                               | 不起眼女主角培育法 第1季 （2015年1月8日－3月26日）  |                                               |
| PSYCHO-PASS 2                                 | Punch Line （24:55-25:25）                          |                                               |
| 富士電視台 noitaminA 星期四 24:55－25:25 節目 |                                                     |                                               |
| 人渣的本願                                    | 不起眼女主角培育法 第2季 （2017年4月13日－6月22日） | 跳水男孩                                      |

## 剧场版
在2017年12月3日举行的活动中宣布制作剧场版的決定。剧场版标题为《不起眼女主角培育法 Fine》（日语：冴えない彼女の育てかた Fine），由CloverWorks制作。已于2019年10月26日在日本上映。台湾在2020年3月13日上映。香港在2020年6月18日上映。

### 製作人員（劇場）
- 原作、劇本：丸戶史明
- 角色原案：深崎暮人
- 總監督：龜井幹太
- 監督：柴田彰久
- 角色設計：高瀨智章
- 制作：CloverWorks
- 經銷：Aniplex

### 主題曲（劇場）
主題曲glory days
作詞：春奈露娜、澤井美空，作曲：澤井美空，編曲：Saku，歌：春奈露娜
插入曲
icy tail YO!
作詞：稲葉エミ，作曲、編曲：高尾奏之介，歌：冰堂美智留（矢作紗友里）
DREAM TEAM TRIANGLE
作詞：稲葉エミ，作曲、編曲：大畑拓也，歌：澤村·史賓瑟·英梨梨（大西沙織）&霞之丘詩羽（茅野愛衣）
ULTIMATE♭
作詞：稲葉エミ，作曲、編曲：栁舘周平，歌：加藤恵（安野希世乃）

## 腳註

### 來源
1. 1 2  . ムービーウォーカープレス.   [2024-11-27]. （原始内容存档于2025-01-20） （日语）.
2. ↑  . 2015-05-03  [2016-01-29]. （原始内容存档于2015年5月3日） （日语）.
3. ↑  . allcinema.   [2024-11-27]. （原始内容存档于2024-12-10） （日语）.
4. ↑  . allcinema.   [2024-11-27]. （原始内容存档于2024-12-03） （日语）.
5. ↑  . ソニー・ミュージックエンタテインメント. 2017-02-17  [2024-11-27]. （原始内容存档于2025-01-20） （日语）.
6. ↑  .   [2016年1月29日]. （原始内容存档于2021年6月21日） （日语）.
7. ↑  . アニメイトタイムズ (アニメイト). 2017-12-04  [2017-12-04]. （原始内容存档于2020-04-14）.
8. ↑  .   [2018-10-21]. （原始内容存档于2018-10-21） （日语）.
9. ↑  . Twitter.   [2018-10-21]. （原始内容存档于2021-05-02） （日语）.

## 外部連結
- 電視動畫《不起眼女主角培育法》官方網站（日語）
- 電視動畫《不起眼女主角培育法♭》官方網站（日語）
- 劇場版《不起眼女主角培育法 Fine」》（日語）
- 劇場版《不起眼女主角培育法 Fine」》的X（前Twitter）（日語）